# Lijst van nummer 0-hits in de Outlaw 41 in 2019
Deze hits stonden in 2019 op nummer 0 in de Outlaw 41.
| Datum        | Artiest                         | Titel                              |
| ------------ | ------------------------------- | ---------------------------------- |
| 4 januari    | Balthazar                       | Entertainment                      |
| 11 januari   | Balthazar                       | Entertainment                      |
| 18 januari   | The Vaccines                    | All My Friends Are Falling in Love |
| 25 januari   | The Vaccines                    | All My Friends Are Falling in Love |
| 1 februari   | Tape Toy                        | Naive                              |
| 8 februari   | Bring Me the Horizon            | Medicine                           |
| 15 februari  | Bring Me the Horizon            | Medicine                           |
| 22 februari  | Fontaines D.C.                  | Big                                |
| 1 maart      | Fontaines D.C.                  | Big                                |
| 8 maart      | Vampire Weekend                 | Harmony Hall                       |
| 15 maart     | Pip Blom                        | Daddy Issues                       |
| 22 maart     | The Black Keys                  | Lo/Hi                              |
| 29 maart     | The Black Keys                  | Lo/Hi                              |
| 5 april      | Tame Impala                     | Patience                           |
| 12 april     | Rammstein                       | Deutschland                        |
| 19 april     | Rammstein                       | Deutschland                        |
| 26 april     | Sam Fender                      | Hypersonic Missiles                |
| 3 mei        | Sam Fender                      | Hypersonic Missiles                |
| 10 mei       | Beck                            | Saw Lightning                      |
| 17 mei       | Tape Toy                        | Dive Deeper                        |
| 24 mei       | Tape Toy                        | Dive Deeper                        |
| 31 mei       | Volbeat                         | Leviathan                          |
| 7 juni       | Volbeat                         | Leviathan                          |
| 14 juni      | Frank Carter & The Rattlesnakes | Kitty Sucker                       |
| 21 juni      | Frank Carter & The Rattlesnakes | Kitty Sucker                       |
| 28 juni      | Inhaler                         | My Honest Face                     |
| 5 juli       | Inhaler                         | My Honest Face                     |
| 12 juli      | Inhaler                         | My Honest Face                     |
| 19 juli      | Editors                         | Frankenstein                       |
| 26 juli      | Sports Team                     | Here It Comes Again                |
| 2 augustus   | Sports Team                     | Here It Comes Again                |
| 9 augustus   | Sam Fender                      | Will We Talk                       |
| 16 augustus  | Sam Fender                      | Will We Talk                       |
| 23 augustus  | Tool                            | Fear Inoculum                      |
| 30 augustus  | Tool                            | Fear Inoculum                      |
| 6 september  | Haim                            | Summer Girl                        |
| 13 september | Bombay Bicycle Club             | Eat Sleep Wake (Nothing But You)   |
| 20 september | Bombay Bicycle Club             | Eat Sleep Wake (Nothing But You)   |
| 29 september | Squid                           | The Cleaner                        |
| 6 oktober    | Green Day                       | Father Of All...                   |
| 13 oktober   | Foals                           | The Runner                         |
| 20 oktober   | Foals                           | The Runner                         |
| 27 oktober   | Foals                           | The Runner                         |
| 3 november   | Foals                           | The Runner                         |
| 10 november  | EUT                             | It's Love But It's Not Mine        |
| 17 november  | Tame Impala                     | It Might Be Time                   |
| 24 november  | Tame Impala                     | It Might Be Time                   |
| 1 december   | Portland                        | Killer's Mind                      |
| 8 december   | Portland                        | Killer's Mind                      |
| 15 december  | Beck                            | Uneventful Days                    |
| 22 december  | Beck                            | Uneventful Days                    |
| 29 december  | Haim                            | Now I'm In It                      |

- Nederland (Top 40)
- Nederland (Single Top 100)
- Nederland (538 Top 50)
- Nederland (3FM Mega Top 50)
- Nederland (Outlaw 41)
- Nederland (Graadmeter)
- Vlaanderen (Radio 2 Top 30)
- Vlaanderen (Ultratop 50)
- Vlaanderen (Top 30 van Ultratop)
- Wallonië
- Australië
- Canada
- Denemarken
- Duitsland
- Frankrijk
- Ierland
- Nieuw-Zeeland
- Noorwegen
- Oostenrijk
- Polen
- Schotland
- Verenigd Koninkrijk
- Verenigde Staten (Hot 100)
- Zweden
- Zwitserland